# NGC 5141
NGC 5141 este o liner situată în constelația Câinii de Vânătoare. A fost descoperită în 1 mai 1785 de către William Herschel. Se află la o distanță de 79,04 de megaparseci de Pământ.